# 菱斑芒果蛛
菱斑芒果蛛（学名：Mangora rhombopicta）为园蛛科芒果蛛属的动物。在中国大陆，分布于北京、湖南等地。该物种的模式产地在北京、湖南南岳。